# Lumberton (Carolina del Norte)
Lumberton es una ciudad ubicada en el condado de Robeson en el estado estadounidense de Carolina del Norte. Es sede del condado de Robeson. La localidad en el año 2000, tenía una población de 20.795 habitantes en una superficie de 40.9 km², con una densidad poblacional de 510.6 personas por km². Encontrándose Allenton en el oeste buie en el este protorville en el norte y whitepond en el sur 

## Geografía
Lumberton se encuentra ubicada en las coordenadas 34°37′38″N 79°00′43″O / 34.627239, -79.011947. Según la Oficina del Censo, la localidad tiene un área total de 40,9 km² (15,8 mi²), de la cual 40,7 km² (15,7 mi²) es tierra y 0,1 km² (0 mi²) (0.44%) es agua.

### Localidades adyacentes
El siguiente diagrama muestra a las localidades en un radio de 20 kilómetros (12,4 mi) de Lumberton.

## Demografía
En el 2000 la renta per cápita promedia del hogar era de $26.782, y el ingreso promedio para una familia era de 33.839. En 2000 los hombres tenían un ingreso per cápita de $28.903 contra $24.503 para las mujeres. El ingreso per cápita para la localidad era de $15.504. Alrededor del 25.90% de la población estaba bajo el umbral de pobreza nacional.